# Shenmue
Shenmue (莎木 o シェンムー) és un videojoc per a Dreamcast que va ser llançat l'any 2000 per SEGA, del grup AM#2, dirigit per Yu Suzuki. Es presentava en 4 GD-Rom's i incorporava un sistema de joc molt innovador denominat FREE (Full Reactive Eyes Entertainment) que permetia al jugador interaccionar fàcilment amb un entorn de joc molt semblant a la vida real. El jugador pot mantenir una vida real a través del personatge en una sèrie de localitzacions preses de llocs reals (a Yokosuka, Japó), i experimentar relacions personals, canvis de temps climatològic, etc., mentre segueix el fil argumental del joc.

## La creació deShenmue
En 1994, Yu Suzuki i el seu equip van passar una temporada a la Xina cercant informació i material gràfic per a un nou lliurament de la saga de jocs de lluita Virtua Fighter. Mentrestant, i segons va declarar en diverses entrevistes, a Suzuki li va començar a atraure la idea de fer algun tipus de treball nou que tinguera una línia argumental de fons. Poc després de començar a escriure l'argument, va decidir que aquella història seria la del seu nou joc, que es va començar a conèixer per aquell temps com el Project Berkley. Al principi no s'anava a separar de la saga Virtua Fighter, i de fet un dels primers noms que es van començar a remenar per al joc era Virtua Fighter RPG.
El nom va acabar canviant a Shenmue, però en el joc van quedar reminiscències de la saga Virtua Fighter, com per exemple diverses similituds entre els protagonistes principals de sengles jocs. Un problema a afrontar era triar el maquinari per al qual es publicaria el joc. La Megadrive era la consola de SEGA més popular del moment, però es quedava curta per a l'ambiciós projecte de Suzuki. Per tant, es va decidir començar a treballar para Saturn.
A costa d'un dur esforç, a causa de la complexa arquitectura d'aquella màquina, es va arribar un resultat gràfic impressionant: es va aconseguir moure un entorn tridimensional de grans dimensions i molt detallat per a l'època, encara que no es moguera molt fluidament. També es va programar una rutina gràfica per a dibuixar gràfics transparents (com ombres), una tècnica ja usada anteriorment en Burning Rangers també per a Saturn, i d'una gran complexitat. No obstant això, la prematura mort de la Saturn va obligar a Suzuki a traslladar el treball al nou sistema de SEGA, fins llavors conegut com a Sega Katana, la Dreamcast. Mentrestant, se succeïen constants canvis en el guió i en la plantilla de personatges. El traspàs a Dreamcast del projecte es va acompanyar amb substancials millores tècniques, així com un re-disseny d'alguns gràfics i personatges.
Al Japó, el 1998, SEGA va incloure un disc encara sota el nom de Project Berkley en l'edició japonesa de Virtua Fighter 3 TB per a Dreamcast. El disc incloïa diversos vídeos: intros CG, material de preproducción i diversos minuts d'entrevista amb Yu Suzuki parlant sobre el projecte i sobre el sistema i concepte FREE. Al voltant de juny del 99, un any abans del llançament del joc, SEGA va llançar un disc-demo a manera de presentació cridat "What's Shenmue?". Contenia un mini-joc en el qual el jugador havia d'explorar un escenari del futur joc cercant al llavors president de SEGA Hidekazu Yukawa, que havia arribat a al Japó gran popularitat a causa d'una renovada campanya publicitària de SEGA.
Finalment i després de moltes rodes de premsa, escassesa de notícies i més discos demo, Shenmue va ser llançat al Japó el 29 de desembre de 1999, el 7 de novembre de 2000 als EUA i l'1 de desembre d'eixe mateix any a Europa.

## Shenmue, el videojoc
Al llarg dels 4 GD's de Shenmue I se'ns explica la primera part de la història, desenvolupada íntegrament al Japó. A continuació s'ofereix un resum que no entra en tots els detalls de la història. A finals de 1986, un jove de 18 anys, Ryo Hazuki, torna a la seva casa-dojo situada a Yamanose, Yokosuka.
Allí es troba amb una desagradable sorpresa: diversos homes han irromput en el dojo i han agredit a un aprenent del seu pare. Un d'ells, vestit amb fosques vestidures tradicionals xinesos està lluitant amb el pare de Ryo, Iwao Hazuki, usant un estil d'arts marcials desconegut. Ryo intenta intervenir en la baralla, però d'un sol cop és derrocat pel misteriós lluitador, anomenat Lan Di, i és pres com a ostatge per dos dels seus homes.
Lan Di va preguntar a Iwao sobre un espill. En aquella situació, amb el seu fill com a ostatge, Iwao no té més remei que desvetllar-li l'amagatall de l'espill. Una vegada els seus homes troben el misteriós objecte, Lan Di prossegueix amb la lluita, però abans llança una pregunta a Iwao: "Recordes a Zhao Sun Ming? L'home que vas matar..." I immediatament li assesta un colp mortal. Des d'aqueix moment, Ryo decideix embarcar-se en una investigació cercant venjança, ja que no creu que el seu pare haguí pogut matar a algú. Les seues pistes són escasses: el nom de l'assassí és Lan Di, ve de la Xina, practicava un estil d'arts marcials desconegut, i va robar un misteriós espill del que Ryo no coneixia.
Poc després va arribar una carta des de Hong Kong, enviada per un tal Yuanda Zhu, dient: "Si alguna vegada necessites ajuda, busca al Mestre Chen". La carta també avisava del perill que corria la vida d'Iwao, però va arribar massa tard. Després de diverses setmanes de dura investigació pel seu propi compte, les pistes li fan marxar a Hong Kong, lloc on podria trobar a Lan Di. No marxa sense comptar amb algunes pistes: ha de cercar a Zhu Yuanda i a Lishao Tao, algú que el Mestre Chen va dir a Ryo al Japó. D'aquesta forma tan poc agradable per als fans del videojoc acaba Shenmue I: a l'espera del nou lliurament, Shenmue II.